# Initiative populaire « contre la spéculation foncière »
L'initiative populaire « contre la spéculation foncière » est une initiative populaire fédérale suisse, rejetée par le peuple le 2 juillet 1967. C'est la seule votation fédérale organisée dans le pays cette année-là.

## Contenu
L'initiative demande l'ajout d'un article 31sexies à la Constitution fédérale afin de définir une responsabilité de la Confédération à la fois pour la limitation des prix de l'immobilier, pour la prévention d'une éventuelle pénurie de logements et pour l'aménagement du territoire sur le plan national « dans l'intérêt de la santé publique et de l'économie du pays ». Comme moyen, l'initiative prévoit la possibilité pour les autorités fédérales d'exproprier des immeubles et leur donne un droit de préemption en cas de vente d'immeubles entre particuliers.
Le texte complet de l'initiative peut être consulté sur le site de la Chancellerie fédérale.

## Déroulement

### Contexte historique
Depuis le milieu du XXe siècle le prix du sol, et donc de l'immobilier, est en constante augmentation dans le pays ; le phénomène touche tout d'abord les villes et les agglomérations pour s'étendre progressivement dans l'ensemble des régions. Sur demande du Conseil national, le Conseil fédéral nomme une commission d'enquête pour réaliser une étude sur la spéculation foncière et proposer différents moyens pour la limiter. Dans le même temps, En 1959, l'Union suisse des paysans demande et obtient une loi spécifique sur les zones agricoles qui échappent ainsi à la hausse constante des prix fonciers.
En 1963, lorsque l'initiative est déposée, la commission se voit chargée d'examiner également les problèmes posés par celle-ci, ainsi que d'intégrer dans ses travaux une dizaine de postulats adoptés entretemps par le Parlement.

### Récolte des signatures et dépôt de l'initiative
La récolte des 50 000 signatures nécessaires a débuté le 30 septembre 1962. Le 10 juillet de l'année suivante, l'initiative a été déposée à la chancellerie fédérale qui l'a déclarée valide le 1er août. Le traitement de l'initiative par les autorités est ensuite retardé jusqu'à ce que la commission publie ses conclusions, à savoir le 15 février 1965.

### Discussions et recommandations des autorités
Le parlement et le Conseil fédéral recommandent tous deux le rejet de cette initiative. Dans son message adressé à l'assemblée, le Conseil fédéral, rejoignant les conclusions de la commission, approuve les buts énoncés par  l'initiative et assure s'efforcer déjà de les atteindre. Cependant, le texte proposé présente, selon lui, trop d'imprécisions dans les mesures applicables en particulier en ce qui concerne les atteintes à la liberté individuelles provoquées par l’interventionnisme étatique.
Plusieurs propositions de contre-projets directs sont examinés (émanant de la commission ou d'un groupe de travail spécifique), mais toutes successivement rejetées. Le Conseil fédéral renonce donc finalement à proposer un tel contre-projet, tout en affirmant sa volonté de continuer les travaux en cours sur le sujet dans le but de « réviser la constitution dans le domaine du droit foncier rural et non rural et de l'aménagement du territoire ».

### Votation
Soumise à la votation le 2 juillet 1967, l'initiative est refusée par 18 6/2 cantons (soit tous à l'exception du canton de Genève) et 67,3 % des suffrages exprimés. Le tableau ci-dessous détaille les résultats par cantons :

## Effets
En 1969, le peuple accepte le projet présenté sur ce sujet par le gouvernement et qui se présente sous la forme d'un compromis entre une garantie de la propriété privée et l'attribution à la Confédération des compétences d'aménagement du territoire ; à la suite de cette modification constitutionnelle, le gouvernement adopte un arrêté fédéral urgent en mars 1972 qui définit le découpage de l'ensemble du pays en zones. La loi fédérale résultante, jugée trop centraliste, est combattue et rejetée en votation publique en 1976; une seconde version est finalement acceptée en 1977, qui fait reposer la politique suisse d'aménagement du territoire sur trois niveaux : les concepts sont définis par la Confédération, les cantons en déduisent des plans directeurs alors que les communes sont responsables des plans d'utilisation.
Pendant les travaux menés dans le cadre de l'étude de cette initiative, la possibilité de créer une loi sur le maintien de la propriété foncière rurale comprenant une délimitation entre régions agricoles et zone à bâtir est évoquée à plusieurs reprises ; ce concept sera repris en 1991 avec la mise en place de la loi sur le droit foncier rural, quelques années après le rejet en votation de l'initiative populaire « Ville-campagne contre la spéculation foncière » le 4 décembre 1988.